# Lonely in America
Lonely in America è un film del 1991, diretto da Barry Alexander Brown.